# Zemianska Olča
Zemianska Olča (in ungherese Nemesócsa) è un comune della Slovacchia facente parte del distretto di Komárno, nella regione di Nitra.